# Pummpälzweg

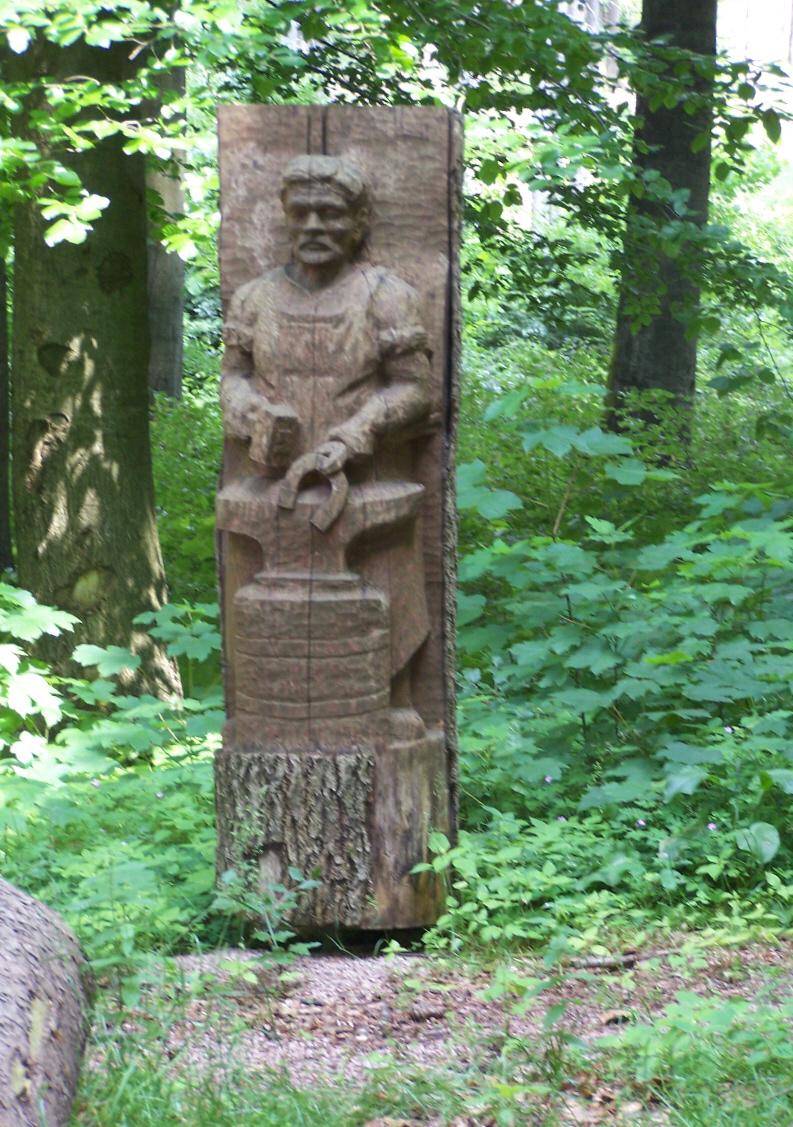
Skulptur des Schmieds von Ruhla

Der Pummpälzweg ist ein Rad- und Wanderweg in Thüringen. Auf einer Länge von 28 Kilometern verläuft der Pummpälzweg von Eisenach über Ruhla, den Kissel und Profisch nach Bad Salzungen.
Der Weg wurde am 9. Juni 2002 durch den damaligen Ministerpräsidenten Thüringens Bernhard Vogel eröffnet.

## Namensgebung und Chronik
Der Weg ist nach dem Kobold Pummpälz der Thüringer Sagenwelt benannt. Der Kobold soll Wanderern aufgelauert haben und ihnen in den Nacken gesprungen sein, um sich tragen zu lassen. Dabei soll er den Wanderern Ohrfeigen gegeben haben.
Die Namensgebung erfolgte am 7. Juni 2001 im Palas der Wartburg durch den damaligen Landrat des Wartburgkreises Martin Kaspari, der als Schirmherr des Projektes fungierte. Der im August 2002 gegründete Verein Pummpälzweg e. V. kümmert sich um die Pflege und Erhaltung des Weges.

## Skulpturenwanderweg
Entlang des Pummpälzwegs wurden bislang etwa 30 Holzskulpturen zu bekannten Thüringer Sagen – „Die Schwurschwerter der Wartburg“, „Der Schmied von Ruhla“, „Der Brautborn“, „Der Bieresel“, „Die erste Gumpelstädter Kirche“, „Landgraf Ludwig bändigt den Löwen“ und „Die Wilde Sau“ – installiert. Die Holzbildhauerarbeiten stammen von Schülern der Schnitzschule Empfertshausen.